# Organización Europea de Patentes

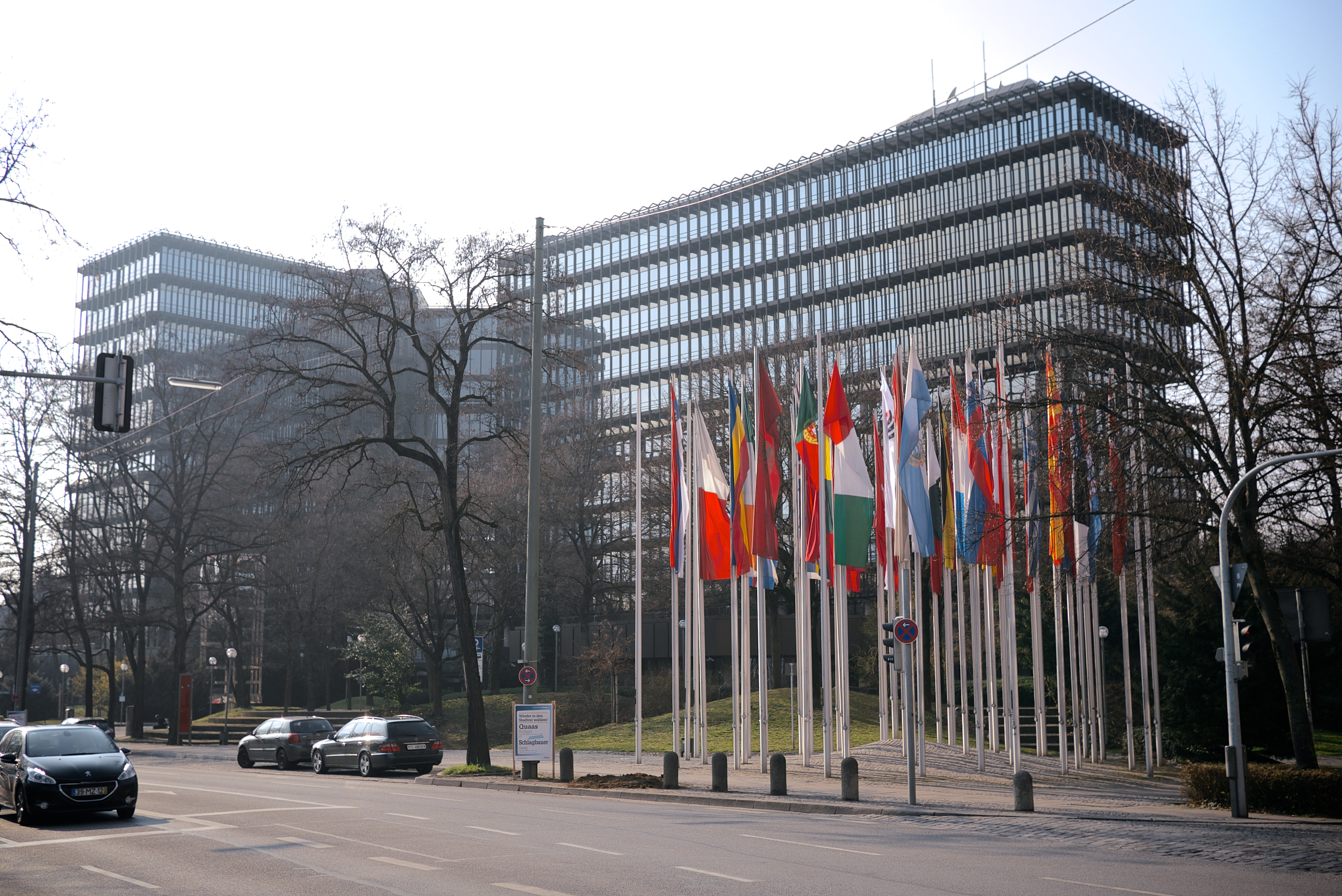
Sede de la Organización Europea de Patentes en la ciudad alemana de Múnich

La Organización Europea de Patentes, a veces abreviada EPOrg para distinguirla de la Oficina Europea de Patentes, el otro órgano de la institución, es una organización internacional de derecho público creada en 1977 por los Estados contratantes, a fin de conceder patentes en Europa de acuerdo a las normas del Convenio sobre la Patente Europea (EPC) de 1973. La Organización Europea de Patentes tiene su sede en Múnich, Alemania, y cuenta con autonomía administrativa y financiera.
La Organización Europea de Patentes no está legalmente vinculada a la Unión Europea (UE) y tiene varios países miembros que no integran la UE.
La evolución de la organización está intrínsecamente vinculada al Convenio sobre la Patente Europea.

## Órganos

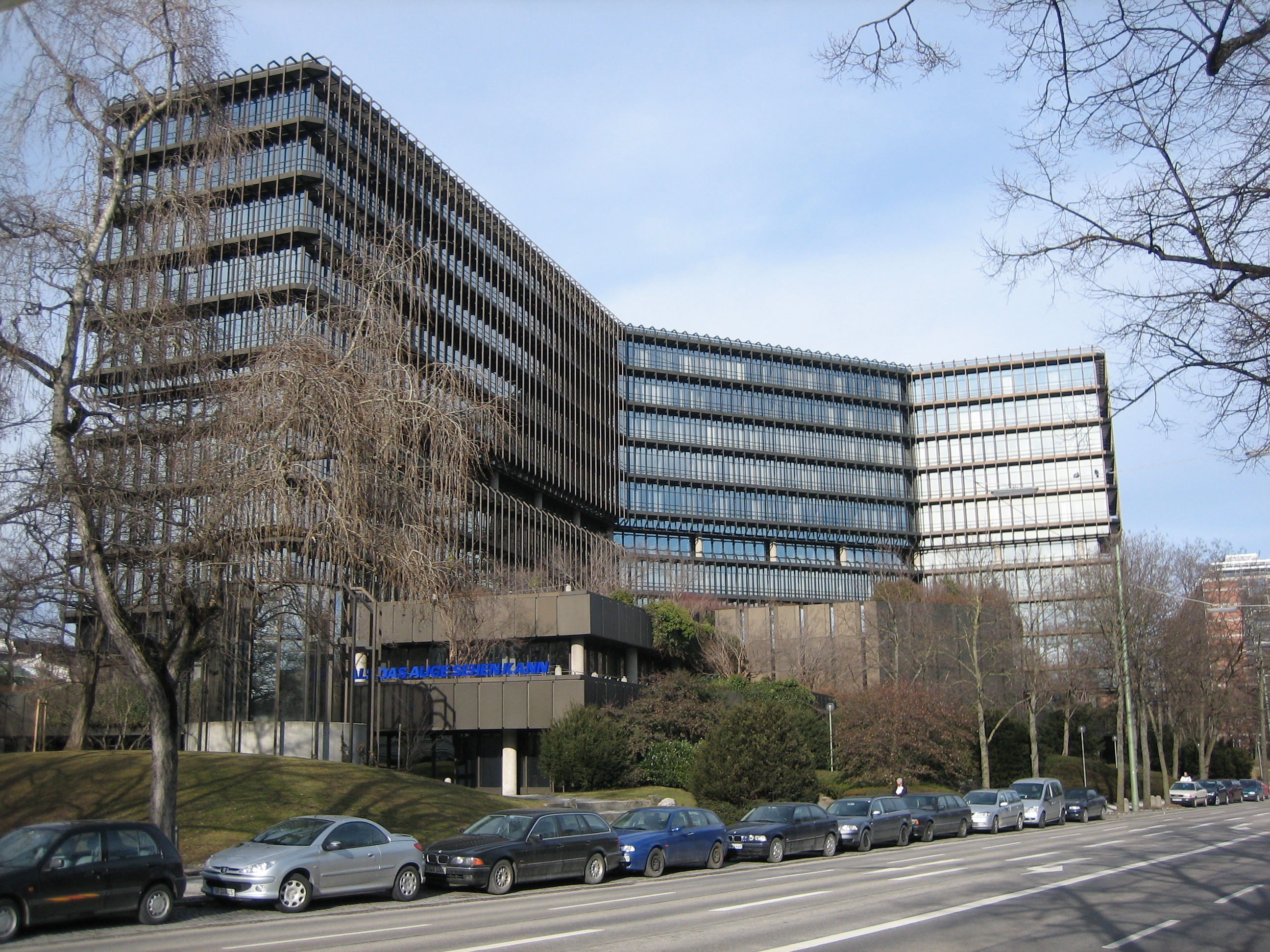
El Edificio de Patentes de Múnich, parte de las sedes distintas de la Organización Europea de Patentes.

La Organización Europea de Patentes cuenta con 2 órganos, por una parte la Oficina Europea de Patentes, que actúa como su órgano ejecutivo, y por la otra, el Consejo de Administración, que actúa como su órgano de supervisión, y hasta cierto punto,  como cuerpo legislativo. El poder legislativo real para revisar el Convenio sobre la Patente Europea recae en los propios Estados miembro, cuando estos se reúnen en la Conferencia de los Estados Contratantes.
Además, las Cámaras de Recurso, que no forman un órgano independiente de la organización sino que están integradas en la propia Oficina Europea de Patentes, a las cuales se les asigna la función de poder judicial independiente. La Organización Europea de Patentes es en ese sentido, una organización internacional «inspirada en un orden estatal moderno y basada en el principio de separación de poderes».

### Oficina Europea de Patentes
La Oficina Europea de Patentes examina y concede patentes europeas en virtud del Convenio sobre la Patente Europea. Su sede se encuentra en Múnich, Alemania, con una sucursal en Rijswijk, un suburbio de La Haya, Países Bajos, y suboficinas en Berlín, Alemania y Viena, Austria. La EPOrg cuenta también con una «oficina de enlace» en Bruselas, Bélgica.

### Consejo de Administración
El Consejo de Administración está integrado por miembros de los estados contratantes y es responsable de supervisar el trabajo de la Oficina Europea de Patentes  ratificar el presupuesto y aprobar las acciones del Presidente de la Oficina.  El Consejo también modifica el Reglamento del CPE y algunas disposiciones particulares de los artículos del Convenio sobre la patente europea. 
A partir de 2019, el presidente del Consejo de Administración es Josef Kratochvíl.

### Estatus legal
La Organización Europea de Patentes cuenta con personalidad jurídica propia, y es representada por el presidente de la Oficina Europea de Patentes.

## Estados miembro, estados de extensión y estados de validación

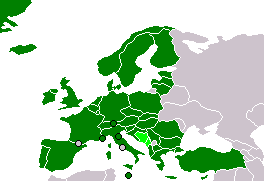
Estados contratantes
Estados de extensión

A abril de 2019 la EPOrg cuenta con 38 Estados contratantes del CPE, también llamados Estados miembro de la Organización Europea de Patentes que son: Albania, Austria, Bélgica, Bulgaria, Croacia, Chipre, República Checa, Dinamarca, Estonia, Finlandia, Francia., Alemania, Grecia, Hungría, Islandia, Irlanda, Italia, Letonia, Liechtenstein, Lituania, Luxemburgo, Macedonia, Malta, Mónaco, Países Bajos, Noruega, Polonia, Portugal, Rumania, San Marino, Serbia, Eslovaquia, Eslovenia, España, Suecia, Suiza, Turquía y el Reino Unido. Es decir, todos los Estados miembros de la UE también son miembros de la Organización Europea de Patentes y, además, Albania, Islandia, Liechtenstein, Macedonia, Mónaco, Noruega, San Marino, Serbia, Suiza, Turquía y el Reino Unido también son miembros de la Organización Europea de Patentes. El Estado miembro más reciente en adherirse a la EPC fue Serbia, el cual lo hizo el 1 de octubre de 2010.
Además, hay «estados de extensión» que no son Estados contratantes del CPE, sino que han firmado acuerdos de extensión en virtud de los cuales la protección conferida por las solicitudes de patente y las patentes europeas se extiende al país correspondiente. Estos son Bosnia y Herzegovina y Montenegro. Eslovenia, Rumania, Lituania, Letonia, Croacia, Macedonia, Albania y Serbia fueron estados de extensión antes de unirse al EPC.
Además, existen los llamados «estados de validación» que no son Estados contratantes del EPC, sino que han firmado acuerdos de validación que actúan de manera similar a los acuerdos de extensión para ampliar la protección de las solicitudes de patentes europeas y las patentes europeas. Marruecos, Moldavia, Túnez y Camboya se convirtieron en estados de validación el 1 de marzo de 2015, el 1 de noviembre de 2015, el 1 de diciembre de 2017 y el 1 de marzo de 2018, respectivamente.